# Ланвайрвехан
Ланвайрвѐхан (на уелски: Llanfairfechan, изговаря се по-близко до Хланвайрвѐхан) е град в Северен Уелс, графство Конуи. Разположен е на брега на Ирландско море на около 65 km западно от английския град Ливърпул. На 8 km на изток от Ланвайрвехан по крайбрежието е административния център на графството Конуи, а на запад също по крайбрежието на 9 km е уелският град Бангор. Има жп гара и малко пристанище. Морски курорт. Населението му е 3755 жители според данни от преброяването през 2001 г.